# Strzeszów (Poméranie-Occidentale)
Pour les articles homonymes, voir Strzeszów.
Strzeszów est une localité polonaise de la gmina mixte de Trzcińsko-Zdrój, située dans le powiat de Gryfino en voïvodie de Poméranie-Occidentale. Elle se situe à environ 33 km au sud de la ville de Gryfino et 50 km au sud de la capitale régionale Szczecin.

## Géographie

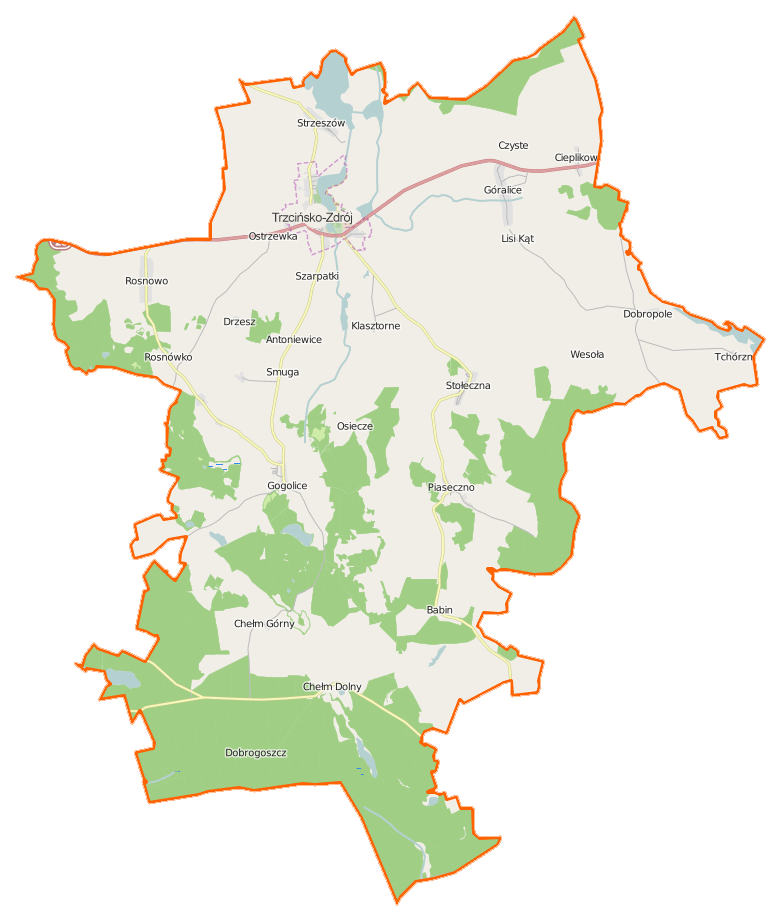
Carte de la gmina de Trzcińsko-Zdrój.

## Histoire
Jusqu'en 1945, Stresow fait partie de l'arrondissement de Greifenhagen dans le district de Stettin de la province prussienne de Poméranie.